# Glyptophidium lucidum
Glyptophidium lucidum är en fiskart som beskrevs av Smith och Radcliffe, 1913. Glyptophidium lucidum ingår i släktet Glyptophidium och familjen Ophidiidae. Inga underarter finns listade i Catalogue of Life.